# Conrad Platzmann (Kaufmann, 1749)

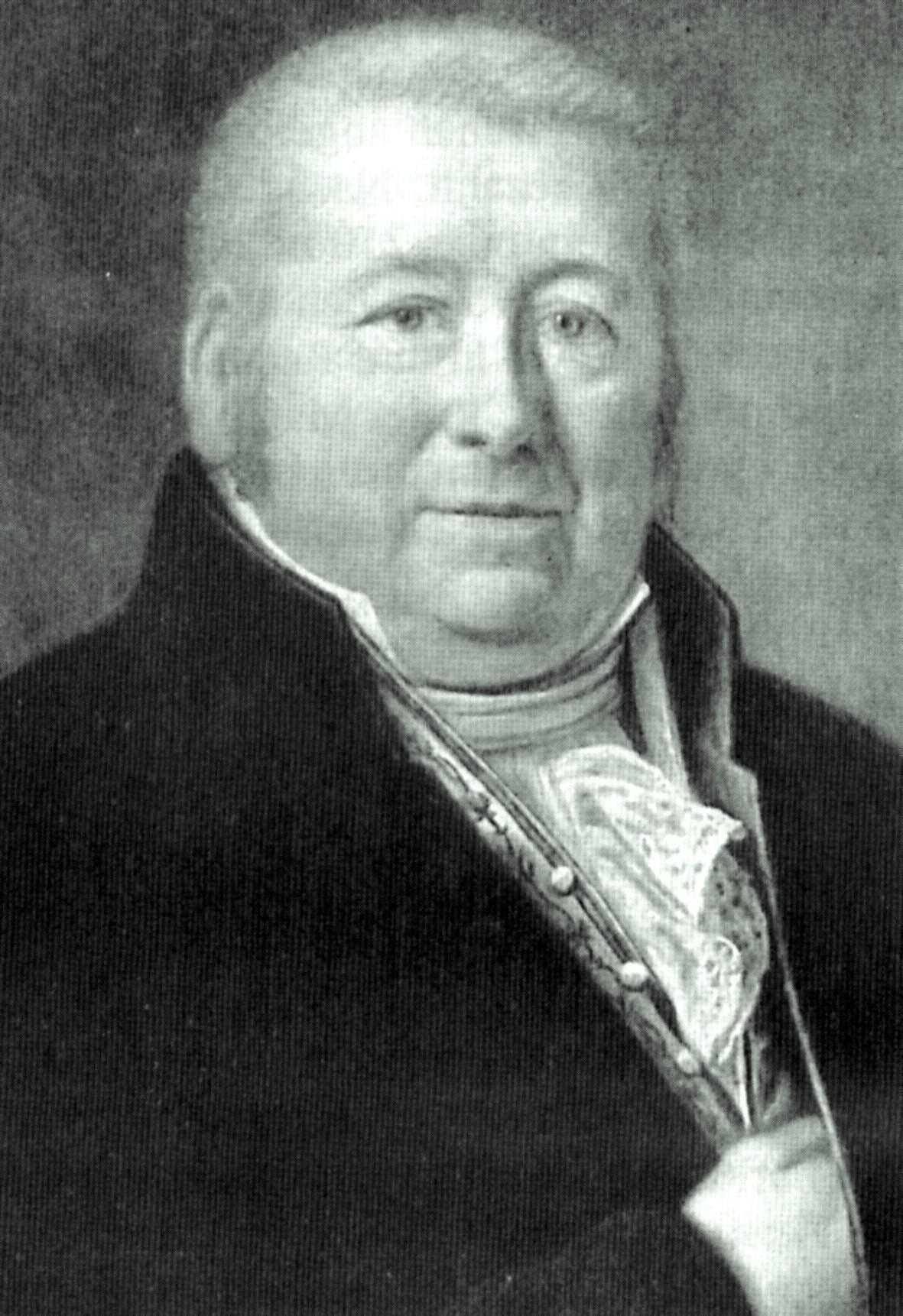
Conrad Platzmann

Conrad Platzmann (* 21. Mai 1749 in Lübeck; † 9. April 1812 ebenda) war ein deutscher Kaufmann aus Lübeck und preußischer Diplomat.

## Leben
Platzmann wurde als Sohn des Lübecker Kaufmanns und preußischen Konsuls Johann Hinrich Platzmann geboren. Nach dem Tod seines Vaters 1791 übernahm er sowohl dessen florierende Handelsfirma als auch den diplomatischen Posten und vertrat fortan das Königreich Preußen in der Hansestadt. 1803 erwirkte er die Ernennung seines Sohnes, des späteren Lübecker Ratsherrn Conrad Platzmann jun. zum preußischen Vizekonsul. 1805 erhielt Platzmann als Auszeichnung für seine Leistungen – er hatte unter anderem Berichte über die Anwesenheit von Louis-Alexandre Berthier in Lübeck und den beabsichtigten Verkauf der städtischen Festungsgeschütze nach Berlin übermittelt – von König Friedrich Wilhelm III. den Titel eines Geheimen Kommerzienrats verliehen.
Von den Napoleonischen Kriegen profitierte Platzmann zunächst, geriet aber nach der Besetzung Lübecks durch französische Truppen im November 1806 in Bedrängnis. Im April 1807 wurden Vorwürfe laut, Platzmann habe sich nach der Schlacht bei Lübeck nicht um preußische Verwundete gekümmert, Abwesenheit vorgetäuscht und behauptet, die Position als Konsul nicht mehr innezuhaben und daher nicht zuständig zu sein. Aufgrund dessen wurden ihm im August 1809 vom König durch Kabinettsorder die diplomatische Stellung und der Geheimratstitel entzogen. Da Platzmann um sein Renommee fürchtete, erhob er Einspruch gegen die Entscheidung und versuchte sich zu verteidigen, indem er vorbrachte, zahlreichen preußischen Soldaten heimlich geholfen zu haben (wofür er jedoch keine Beweise vorbringen konnte) und durch besonders bösartige Drangsalierungen von Seiten der Franzosen in seinem Handeln beschränkt gewesen sei. Letzteres war eindeutig unzutreffend, da die französische Besatzungsmacht nicht nur Platzmann aufgrund seines Diplomatenstatus mit besonderer Rücksichtnahme behandelt hatte, sondern ihm sogar lukrative Transportaufträge gegen Bezahlung (die der Stadt Lübeck auferlegt wurde) zukommen ließ. Schließlich führte Platzmann an, er habe die 1806 zum Weitertransport in der Stadt befindlichen umfangreichen preußischen und russischen Magazinvorräte an Getreide erfolgreich vor den Franzosen verborgen. Seine Bemühungen waren nur teilweise erfolgreich; den Geheimratstitel erhielt Platzmann zwar wieder zugesprochen, die Position des Konsuls ging jedoch 1810 an Carl August Jarck über.
Die Rettung der Getreidevorräte erwies sich als Tatsache; allerdings stellte Platzmann 1810 dem preußischen Staat Lagerkosten in Höhe von fast 104.000 Courantmark in Rechnung, was dem doppelten Wert der Güter entsprach, da die Getreidepreise inzwischen stark gefallen waren. Zudem waren Teile des Getreides nach der langen Lagerung oder durch Schädlingsfraß nicht mehr verwendbar. Die preußischen Behörden argwöhnten, dass Platzmann die Magazinvorräte 1806 nur in Sicherheit gebracht hatte, um sich ein Faustpfand für spätere finanzielle Forderungen gegen den Staat zu verschaffen und verweigerte nach komplizierten und nicht mehr vollkommen nachvollziehbaren Verhandlungen und Auseinandersetzungen am Ende jegliche Zahlung, wobei der endgültige Entschluss erst nach Platzmanns Tod zustande kam.
Conrad Platzmann wurde nach der Einverleibung Lübecks in das Kaiserreich Frankreich am 11. Februar 1811 vom Präfekten des Departements der Elbmündung in den provisorischen Lübecker Munizipalrat berufen, lehnte es jedoch ab, die Berufung zu akzeptieren, da er sie als unvereinbar mit seiner Funktion als preußischer Konsul betrachtete, obgleich er zu jener Zeit bereits seit über einem Jahr abgesetzt war. Zu Zwangsmaßnahmen gegen ihn von Seiten der Besatzer kam es deswegen nicht; im Herbst 1811 erkrankte Platzmann schwer und verstarb im folgenden April.
Er war verheiratet mit Dina, geb. Pauli (* 28. Dezember 1752; † 9. April 1818), einer Tochter des Kaufmanns Franz Heinrich Pauli und Cousine des Juristen Carl Wilhelm Pauli. Die Tochter Charlotte (Rebecca) Amalie (* 2. Januar 1777; † 12. Januar 1862) heiratete Arnold Kulenkamp (1770–1826), das sind die Eltern des Kaufmanns Eduard Gottlieb Kulenkamp und als Witwe heiratete sie in zweiter Ehe den Theologen Johann Friedrich Koeppen (1774–1858); die Tochter Friederike (* 1. Juli 1787; † 28. September 1873) heiratete am 1. Juli 1807 Karl von Schlözer.